# Gladsaxe Skøjteløber-Forening
Gladsaxe Skøjteløber-Forening er en dansk skøjteklub, som holder til i Gladsaxe Skøjtehal i Gladsaxe. Klubben blev stiftet i 1960 samtidig med opførelsen af Gladsaxe Skøjtehal. I begyndelsen var klubben ligeledes en ishockeyklub, hvis bedste hold hurtigt blev blandt Danmarks bedste, og som i perioden 1966–75 vandt Danmarksmesterskabet i ishockey fem gange. I 2002 blev ishockeyafdelingen udskilt i en selvstændig forening, Gladsaxe Ishockey, hvorefter Gladsaxe Skøjteløber-Forening forsatte som en ren klub for kunstskøjteløb.